# 分散式交易所
分散式交易所是一種不存在中央權力的分散式運作加密货币交易所。分散式交易所允許點對點進行加密貨幣交易。

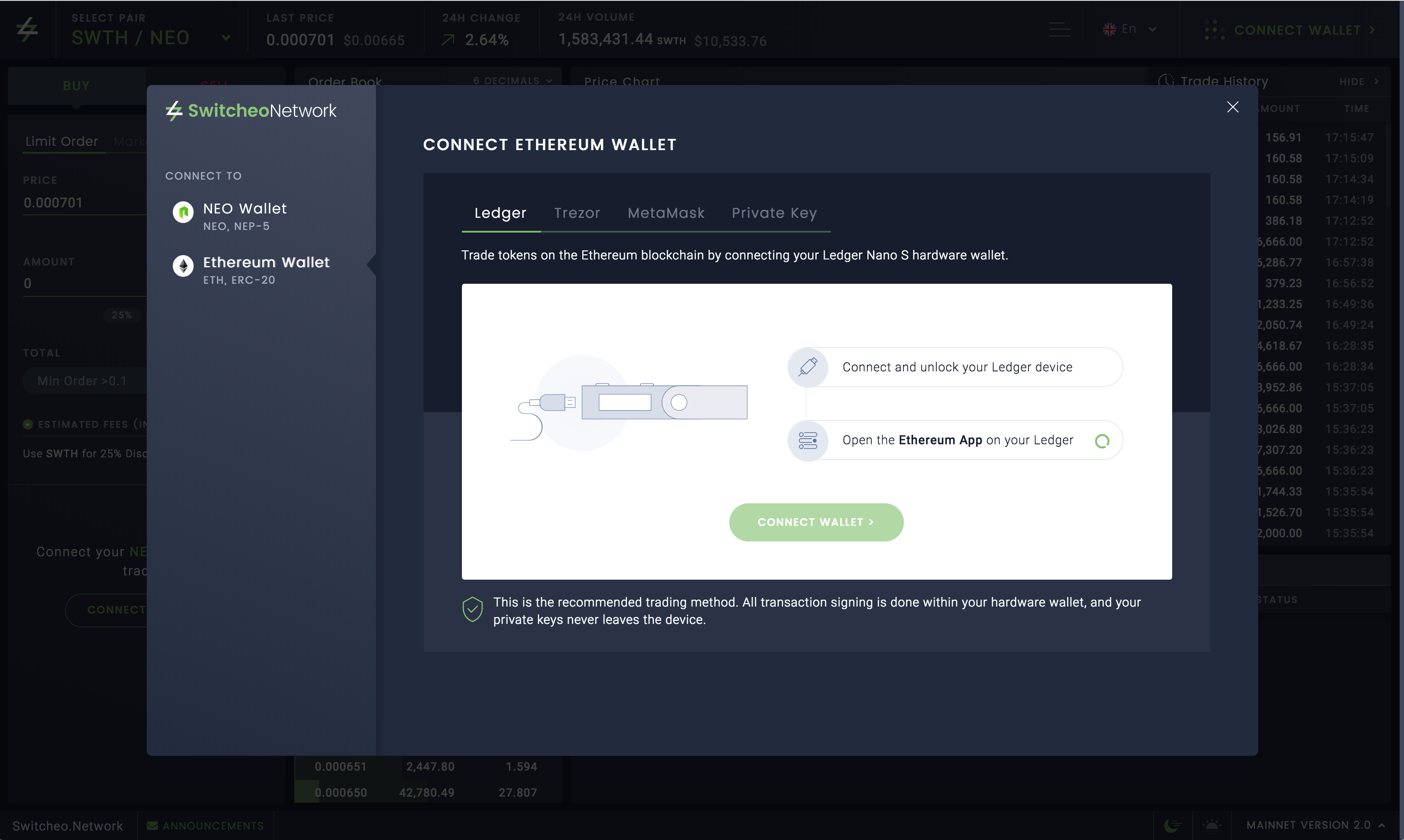
使用Ledger錢包於Switcheo交易所登入的畫面

分散式交易所用戶並不需要將資產轉移至交易所，因此降低了因交易所遭黑客攻擊令資產被盜的風險。分散式交易所亦可以防止由虛假交易（wash trade）造成的虛假交易量或價格操縱。相對於實施認識解你的客户程序的一般交易所，分散式交易所的匿名性較高。
鑑於分散式交易所面對的交易量低與市场流通性不足，一個名為0x的項目正在建設分散式交易所之間的可互換協議，希望可以解決流通性問題。

## 缺点
由於不需進行認識解你的客户過程以及交易並不可逆，若用戶的帳戶密碼或私钥被盜，用戶將面臨資產損失而沒有途徑追討。

## 分散程度
分散式交易所中仍然可以存在中心化的要素，例如一些分散式交易所的控制權可能集中於一些中央權威。一個明顯的例子是IDEX透過對交易平台的控制而令紐約市民無法使用該平台提交買賣訂單。
2018年7月，有報導指出分散式交易所Bancor遭受黑客攻擊，在資產被凍結前損失為1350萬美元。同年9月，Newdex亦發生基於EOS.IO區塊鏈的代幣遭黑客入侵的事件。莱特币的創造者查理.李在推特表示，如果一家交易所可以令用戶損失資產或有權凍結用戶資產，那麼該交易所便不可能是分散式的。